# Mollinedia killipii
Mollinedia killipii là một loài thực vật có hoa trong họ Monimiaceae. Loài này được J.F.Macbr. miêu tả khoa học đầu tiên năm 1934.